# Ela
Ela var en israelitisk kung ca 936 f.Kr. Ela blev kung över Israel i Tirsa, efter sin far Basha. Han dödades enligt 1 Kung. 16 vid ett gästabud av Simri, som blev hans efterträdare.